# La conspiració Wilby
 La conspiració Wilby  (The Wilby Conspiracy) és una pel·lícula estatunidenca dirigida per Ralph Nelson i estrenada el 1975. És una adaptació d'una novel·la de Peter Driscoll apareguda el 1972. És un thriller que evoca l'apartheid a Sud-àfrica. Ha estat doblada al català.

## Argument
La pel·lícula comença a Sud-àfrica durant l'Apartheid. Shack Twala, un revolucionari negre que ha estat empresonat a Robben Island, és alliberat gràcies a la seva advocada afrikaner, Rina van Niekerk. Rina, que ha pres distàncies envers el seu marit Blane, té una relació amb Jim Keogh, un enginyer britànic que ha assistit al procés. Tots tres, feliçment sorpresos pel veredicte, van acasa de Rina per celebrar l'alliberament de Shack. Però pel camí, són parats per una patrulla de la policia sud-africana que efectua controls d'identitat a l'atzar i deté totes les persones que no tenen papers. Ara bé Shackacaba de ser alliberat i no recobrarà els seus papers fins l'endemà. Hi ha un pols entre la policia i Shack, que acaba sent detingut i emmanillat. Quan Rina intenta intervenir, el policia la colpeja i cau a terra. Jim mata llavors el policia, i els tres amics han de fugir.
Al quarter general de la policia, un caporal és asprament criticat pel Major Horn del South African Bureau of State Security (B.O.S.S.) per haver detingut Shack i per haver continuat portant controls d'identitat que han indignat l'opinió internacional.
Els tres amics són seguits i són guiats pel B.O.S.S. en la seva fugida. Són orientats cap a dos dentistes indis que són els seus indicadors per anar-se del país i passar a Botswana. Entren també en joc un grapat de diamants en brut destinats a finançar el Congrés Nacional Africà, així com el cap d'aquest partit, Wilby Xaba.

## Repartiment
- Sidney Poitier: Shack Twala
- Michael Caine: Jim Keogh
- Nicol Williamson: Major Horn
- Prunella Gee: Rina van Niekerk
- Saeed Jaffrey: Dr. Anil Mukarjee
- Persis Khambatta: Dr. Persis Ray
- Rijk de Gooyer: Van Heerden
- Rutger Hauer: Blane van Niekerk
- Patrick Allen: el brigadier
- Joe De Graft: Wilby Xaba
- Archie Duncan: Gordon
- Helmut Dantine: l'advocat de l'acusació